# 1972 في كولومبيا
فيما يلي قوائم الأحداث التي وقعت خلال عام 1972 في كولومبيا.

## سياسة

### انتهاء فترة المنصب
- 4 مايو – لويس كارلوس غالان وزير التعليم في كولومبيا.

## مواليد

### مارس
- 18 مارس – ايفات فالنسيانو لاعب كرة قدم كولومبي.
- 29 مارس – دييغو غوميز لاعب كرة قدم كولومبي.
- 30 مارس – جون هارولد لوزانو لاعب كرة قدم كولومبي.

### مايو
- 5 مايو – دانيال رييس ملاكم كولومبي.

### يوليو
- 10 يوليو – صوفيا فيرغارا ممثلة مكسيكية.
- 11 يوليو – كارلوس غوتيريز لاعب كرة قدم كولومبي.

### أغسطس
- 9 أغسطس – جيانز
- 28 أغسطس – أوميرا سانشيز

### أكتوبر
- 27 أكتوبر – سانتياجو بوتيرو درّاج طريق كولومبي.
- 28 أكتوبر – إدوين كاسياني ملاكم كولومبي.

### نوفمبر
- 3 نوفمبر – دييغو غوتيريز

## وفيات

### أكتوبر
- 12 أكتوبر – ألفارو سيبيدا ساموديو (مواليد 1926) كاتب كولومبي.